# 加藤未来
加藤 未来（かとう みく、1989年12月14日-）は、秋田テレビ（AKT）の元アナウンサー。

## 人物
- 秋田県潟上市出身[1]。O型[1]。
- 秋田県立秋田北高等学校、ノースアジア大学法学部観光学科卒業。
- 2009年、久杉香菜、秋田朝日放送・藤盛由果ともに、第21代ミスフレッシュ秋田に選ばれる[2]。
- 2012年、秋田テレビへ入社。
- 趣味は、ドライブ・雑誌を読みあさる[1]。

## 担当番組
- JAみどりの広場(MC、- 2018年、2019年-2023年）
- AKTみんなのニュース[1][3]（キャスター）（2016年4月4日 - 2018年3月30日）
- プライムニュースあきた（キャスター）（2018年4月2日 - 2019年3月29日）
- Live News あきた（キャスター）（2019年4月1日 - 2020年3月27日）